# Fritz Maldener

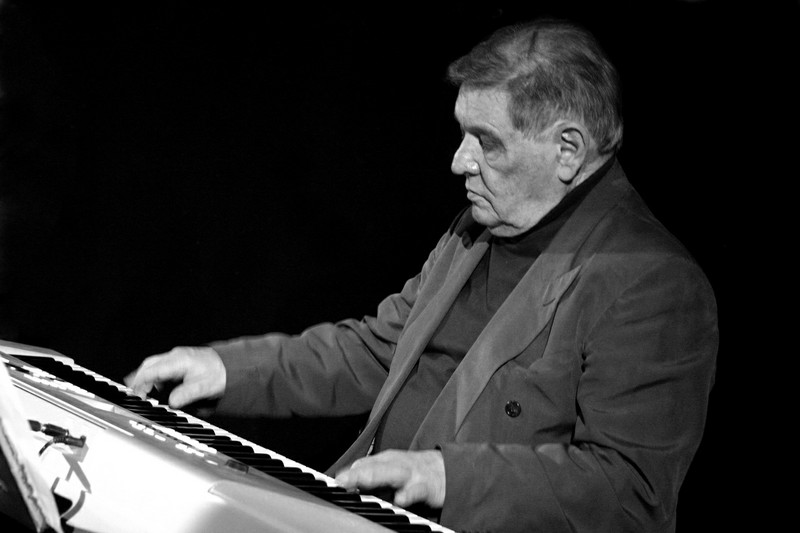
Fritz Maldener (2008)

Fritz Maldener (* 6. Januar 1935 in Sulzbach/Saar; † 11. Dezember 2011 in Saarbrücken) war ein saarländischer Jazz-Pianist, Komponist und Arrangeur.

## Leben und Wirken
Maldener erhielt mit zehn Jahren klassischen Klavierunterricht, mit 13 Jahren gründete er seine erste Band. Daran schloss sich ein Studium an der Musikhochschule des Saarlandes bei Professor Fritz Griem an, bei dem er zunächst Privatunterricht hatte. In seiner Anfangszeit spielte er zusammen mit seinem Altersgenossen Siegfried Kessler in seiner Heimatstadt Sulzbach und benachbarten Städten. Seinen nationalen Durchbruch schaffte er, als er für die Düsseldorfer Kabarettbühne Kom(m)ödchen komponierte und in den Jahren 1966 bis 1971 die Begleitcombo als Pianist leitete. Anschließend war er Begleitmusiker für die Gruppe „Hammersänger“, 1986 wirkte er bei einem Kurt-Tucholsky-Programm in Berlin mit.
Im Laufe seiner Karriere arbeitete er mit Jazzmusikern wie Peter Herbolzheimer (Soul Puppets) und Emil Mangelsdorff als Pianist und Komponist zusammen, außerdem mit Hans Koller, Allan Botschinsky und Herbie Mann. Darüber hinaus komponierte Fritz Maldener Filmmusik für die Regisseure Helmut Käutner, Truck Branss und Rainer Werner Fassbinder, sowie für die Interpreten Thomas Freitag, Hanne Wieder, Franz-Josef Degenhardt, Walter Giller, Hanns Dieter Hüsch und Paul Kuhn. Auch für den Musikproduzenten Frank Farian war er als Arrangeur tätig.
In seiner langjährigen Produktionstätigkeit für den Saarländischen Rundfunk schrieb und arrangierte er zahlreiche Titel für Werbung, Film, Funk und Fernsehen. Er leitete das „Modern Jazz Quartett“ (nicht zu verwechseln mit dem Modern Jazz Quartet) und das „Fritz Maldener Trio“. Er legte einige Alben unter eigenem Namen vor, darunter ein Pop-Album unter seinem Pseudonym Maurice Pop.
Neben seiner Tätigkeit im Ausland war er meist im Saarland aktiv; seit den fünfziger Jahren vor allem als Jazzpianist, meistens mit Begleitung von zwei oder drei weiteren Musikern, zu denen längere Zeit der Bildhauer und Grafiker Horst Linn als Schlagzeuger gehörte.  Bis zuletzt war er als Komponist, Pianist, Verleger seines „Altax Musikverlag Fritz Maldener“ und als Produzent tätig.

## Diskographische Hinweise
- The Fritz Maldener Trio (197?)
- Fritz Maldener Orchestra: Speedy Buggy (MPS)
- Fritz Maldener Orchestra: The Voo Doo's (1973)
- Fritz Maldener Quintet – The World in Your Pocket (Altaxon, 1984) mit Gerd Mayer-Mendez, Janusz Stefanski, Ernst Vöster, Manuel Riga
- Maurice Pop – Power Pop (Motor Music)